# Ландерік (мажордом)
Ландерік (*Landéric, д/н —бл. 613) — мажордом Нейстрії у 584—613 роках.

## Життєпис
Походження достеменно невідомо. В «Житті святої Альдегунди» згадуються в ньому Ландерік і Ґундоланд, що були братами Бертілли і вуйками святої Альдегунди. Ще за правління Хільперіка I, короля Нейстрії, Ландерік обіймав значні посади. «Книга історії франків» вказує, що Ландерік перебував у любовному зв'язку з дружиною Хільперіка — королевою Фредегондой. За повідомленням цього джерела, побоюючись помсти з боку короля, Фредегонда і Ландерік вчинили змову, внаслідок у 584 році короля Нейстрії було вбито, а відповідальність за це покладено на Хільдеберта II, короля Австразії, і його мати Брунгільду. Після сходження на престол малолітнього короля Хлотаря II управління Нейстрії, фактично, виявилося в руках Фредегонди і Ландеріка. Останній отримав посаду мажордома.
У 592 або 593 році король Австразії розпочав війну проти Нейстрії. Австразіці на чолі із герцогом Гундовальд і Вінтріоном, герцогом Шампанії, дійшли до Суассона. Їм назустріч виступило військо нейстрійців на чолі з королем Хлотарем II і мажордомом Ландеріком. Вирішальна битва відбулася біля села Труція, в якій завдяки хитрості Фредегонди, австразійци зазнали нищівної поразки. Ця перемога дозволила нейстрійському війську захопити Реймс, сплюндрувати землі Шампані і з багатою здобиччю безперешкодно повернутися до Суассону.
Восени 604 року Ландерік і син короля Нейстрії — Меровей — здійснили похід упроти королівства Бургундія. Ймовірно, саме на Ландеріка було покладено безпосереднє командування військом, оскільки Меровей був ще дитиною. Мажордом спробував схопити бургундського мажордома Бертоальда, який збирав податки в недавно завойованих у Нейстрії землях між Сеною і Луарою. Проте Бертоальду вдалося сховатися в добре укріпленому Орлеані, де він незабаром був взятий в облогу Ландріком. Бертоальд запропонував Ландеріку вирішити конфлікт герцем, але мажордом Нейстрії відмовив. Ймовірно, так і не зумівши примусити Орлеан до здачі, Ландерік і Меровей були змушені зняти облогу. Незадовго до Різдва проти нейстрійців виступило велике бургундське військо на чолі з королем Теодоріхом II. На переправі через річку Луе біля Етампу відбулася битва. Незважаючи на загибель Бертоальда, нейстрійске військо зазнало поразки, а принц Меровей потрапив в полон. Ландерік втік з поля бою.
Це останнє свідоцтво про Ландеріка в історичних джерелах. «Книга історії франків» повідомляє, що в 613 році мажордомом Нейстрії був уже брат Ландеріка — Ґундоланд. На цій підставі вважається, що Ландерік міг померти близько цього року.